# Comité de la défense nationale (Hongrie)
Pour les articles homonymes, voir Comité de la défense nationale.
 Royaume de Hongrie
Gouvernement Batthyány Gouvernement Szemere
Le Comité de la Défense nationale (Országos Honvédelmi Bizottmány en hongrois, ou OHB) est l'organe suprême du pouvoir exécutif en Hongrie pendant la guerre d'indépendance de 1848-1849, entre le 2 octobre 1848 et le 14 avril 1849.

## Membres du Comité
| Nom                        | Date d'entrée en fonction | Précédente fonction                                                                    | Parti          |
| -------------------------- | ------------------------- | -------------------------------------------------------------------------------------- | -------------- |
| Lajos Kossuth (président)  | 16 septembre 1848         | Ministre des finances du gouvernement Batthyány                                        | Ellenzéki Párt |
| Pál Nyáry (Vice-président) | 16 septembre 1848         | Parlementaire, alispán du comitat de Pest                                              | Ellenzéki Párt |
| László Madarász            | 16 septembre 1848         | Parlementaire, Chef du service de police et des postes                                 | Ellenzéki Párt |
| János Pálffy               | 16 septembre 1848         | Secrétaire d'État aux Finances, premier vice-président de la Chambre des représentants | Ellenzéki Párt |
| József Patay               | 16 septembre 1848         | Parlementaire                                                                          | Ellenzéki Párt |
| Imre Sembery               | 16 septembre 1848         | Parlementaire                                                                          | Ellenzéki Párt |
| Bertalan Szemere           | 1er octobre 1848          | Ministre de l'Intérieur du Gouvernement de Batthyány                                   | Ellenzéki Párt |
| Lázár Mészáros             | 1er octobre 1848          | Ministre de la Défense du gouvernement Batthyány                                       | Békepárt       |
| Pongrác Somssich           | 1er octobre 1848          | Parlementaire                                                                          | Ellenzéki Párt |
| Zsigmond Perényi           | 3 octobre 1848            | Membre de la Chambre haute                                                             | Ellenzéki Párt |
| Miklós Jósika              | 3 octobre 1848            | Membre de la Chambre haute                                                             | Ellenzéki Párt |
| Mihály Esterházy           | 3 octobre 1848            | Membre de la Chambre haute                                                             | Ellenzéki Párt |
| Dénes Pázmándy             | 3 octobre 1848            | Membre de la Chambre haute                                                             | Ellenzéki Párt |
| Ferenc Pulszky             | Avant le 29 novembre 1848 | Secrétaire d'État aux Finances, secrétaire d'État du Bureau du Roi                     | Ellenzéki Párt |

Autres secrétaires d'État impliqués mais non membres du Comité :
| Nom          | Date d'entrée en fonction | Fonction à l'époque                                                  | Parti          |
| ------------ | ------------------------- | -------------------------------------------------------------------- | -------------- |
| Dénes Kemény | 3 octobre 1848            | Secrétaire d'État au ministère de l'Intérieur                        | Ellenzéki Párt |
| János Zoltán | 4 octobre 1848            | Secrétaire d'État au ministère de l'Intérieur                        | Ellenzéki Párt |
| Károly Szász | 5 octobre 1848            | Secrétaire d'État au ministère des cultes et de l'éducation publique | Ellenzéki Párt |